# Hideki Katsura
Hideki Katsura (jap. 桂 秀樹, Katsura Hideki; * 6. März 1970 in der Präfektur Tokushima) ist ein ehemaliger japanischer Fußballspieler.

## Karriere
Katsura erlernte das Fußballspielen in der Schulmannschaft der Tokushima High School und der Universitätsmannschaft der Osaka University of Health and Sport Sciences. Seinen ersten Vertrag unterschrieb er 1992 bei den Yokohama Flügels. Der Verein spielte in der höchsten Liga des Landes, der J1 League. 1993 gewann er mit dem Verein den Kaiserpokal. Für den Verein absolvierte er 59 Erstligaspiele. 1997 wechselte er zum Zweitligisten Kawasaki Frontale. 1999 wurde er mit dem Verein Meister der J2 League und stieg in die J1 League auf. 2000 gewann er mit dem Verein den J.League Cup. Am Ende der Saison 2000 stieg der Verein in die J2 League ab. Für den Verein absolvierte er 65 Spiele. 2002 wechselte er zu Sagawa Express Tokyo. Ende 2003 beendete er seine Karriere als Fußballspieler.

## Erfolge
Yokohama Flügels
- Kaiserpokal

Sieger: 1993
Kawasaki Frontale
- J.League Cup

Finalist: 2000